# كونتري جاردن
كونتري جاردن (مؤشر بورصة هونج كونج: SEHK: 2007 ) هي شركة تطوير عقاري مقرها في قوانغدونغ ، الصين ، مملوكة لعائلة يانغ قو تشيانغ. في عام 2020 ، احتلت المرتبة 147 في قائمة فورتشن غلوبال 500. تتميز كونتري جاردن بقيمة سوقية تزيد عن 29.84 دولار أمريكي مليار اعتبارًا من 2018 ؛  مع أكثر من 200 من مشاريع تطوير المدن الراقية في جميع أنحاء الصين وماليزيا وأستراليا من بين مجموعة مشاريعها الدولية الواسعة. تأسست الشركة في جزر كايمان .
مقرها الرئيسي في مدينة بيجياو (北滘镇) ،منطقة شوند ، فوشان .

## ملحوظات
1. 1 2 3  "Country Garden Holdings – Fortune Global 500". مؤرشف من الأصل في 2019-10-10.
2. ↑  "Country Garden Holdings on the Fortune Global 500". مؤرشف من الأصل في 2019-10-10.
3. ↑  "OFFICE". Country Garden. مؤرشف من الأصل في 2021-02-13. اطلع عليه بتاريخ 2021-02-05. Headquarters Address: Country Garden Center，1 Country Garden Road，Beijiao Town, Shunde District, Foshan, Guangdong 528312 PRC

## روابط خارجية
- - بيانات النشاط التجاري لـ كونتري جاردن: مالية جوجل
  - ياهو! المالية
  - بلومبرج
  -  رويترز
- الموقع الرسمي لحديقة الريف (GB)
- الموقع الرسمي لـ Country Garden Danga Bay (GB)| - ع - ن - ت العقارات في الصين | - ع - ن - ت العقارات في الصين                                                                                                                                                                                                                                                                                                                                                                                                                                                                                                                                                                                                                |
| ----------------------------- | --- |
| المملوكة للدولة               | - بي بي إم جي - شركة الصين للطيران والفضاء الدولية القابضة المحدودة [لغات أخرى]‏ - شركة تجار الصين القابضة منطقة شيكو الصناعية [لغات أخرى]‏ - الصين وراء البحار للأراضي والاستثمار المحدودة [لغات أخرى]‏ - شركة بناء السكك الحديدية الصينية المحدودة [لغات أخرى]‏ - مجموعة سكك حديد الصين - أرض موارد الصين [لغات أخرى]‏ - الشارع المالي القابضة [لغات أخرى]‏ - الصين جينماو - مجموعة الصين بولي - بولي للمتلكات [لغات أخرى]‏ - بولي للعقارات [لغات أخرى]‏ - موارد جامعة بكين (القابضة) [لغات أخرى]‏ - مجموعة المحيط الصيني - يويشيو للعقارات [لغات أخرى]‏ - سي أر أر سي جروب                                                                          |
| المملوكة للمدنين [لغات أخرى]‏  | - مجموعة أجيل القابضة المحدودة [لغات أخرى]‏ - الصين أويوان للعقارات [لغات أخرى]‏ - مجموعة الصين للعقارات [لغات أخرى]‏ - مجموعة تشونغ جون [لغات أخرى]‏ - فانكي [لغات أخرى]‏ - غرينلاند الساحلية [لغات أخرى]‏ - كونتري جاردن - مجموعة واندا - إيفرغراند - فانتازيا القابضة [لغات أخرى]‏ - هينجشينج العقارية [لغات أخرى]‏ - غرينتاون الصين [لغات أخرى]‏ - هوبسون للتطوير [لغات أخرى]‏ - كي دبليو جي للعقارات [لغات أخرى]‏ - مجموعة نينجكسينج [لغات أخرى]‏ - على مستوى المحيط القابضة [لغات أخرى]‏ - آر آند إف العقارية [لغات أخرى]‏ - سوهو الصين - شنغهاي فورت لاند [لغات أخرى]‏ - شيماو العقارية [لغات أخرى]‏ - سوناك [لغات أخرى]‏ - عقارات شينيوان [لغات أخرى]‏ |
| الاستثمار الأجنبي             | - عقارات تشونغ يو [لغات أخرى]‏ - هندرسون الصين القابضة المحدودة [لغات أخرى]‏ - شركة هونج كونج الصينية المحدودة [لغات أخرى]‏ - كي واه الدولية [لغات أخرى]‏ - أرض الصين العالمية الجديدة [لغات أخرى]‏ - شوي للعقارات [لغات أخرى]‏ |
| أحداث                         | - أزمة قطاع العقارات الصيني 2020-2022 |